# Volvo

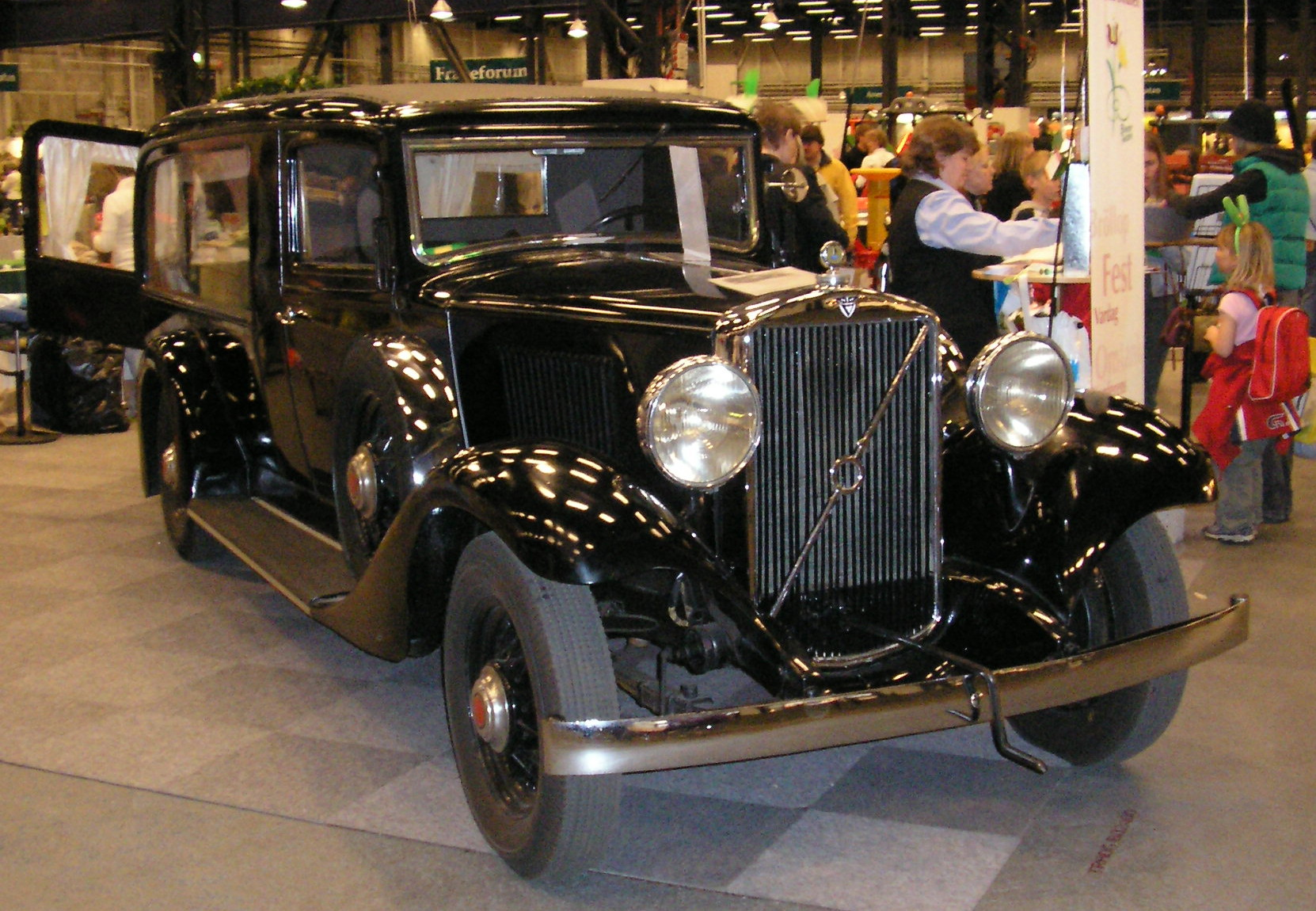
Meziválečné osobní Volvo

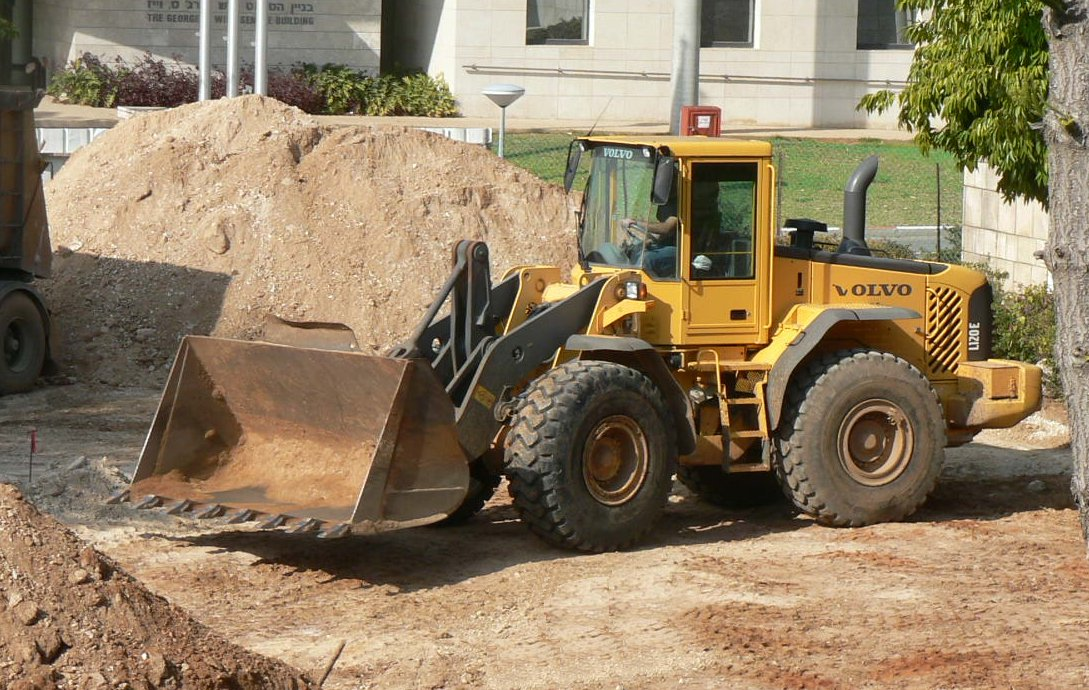
Nakladač Volvo

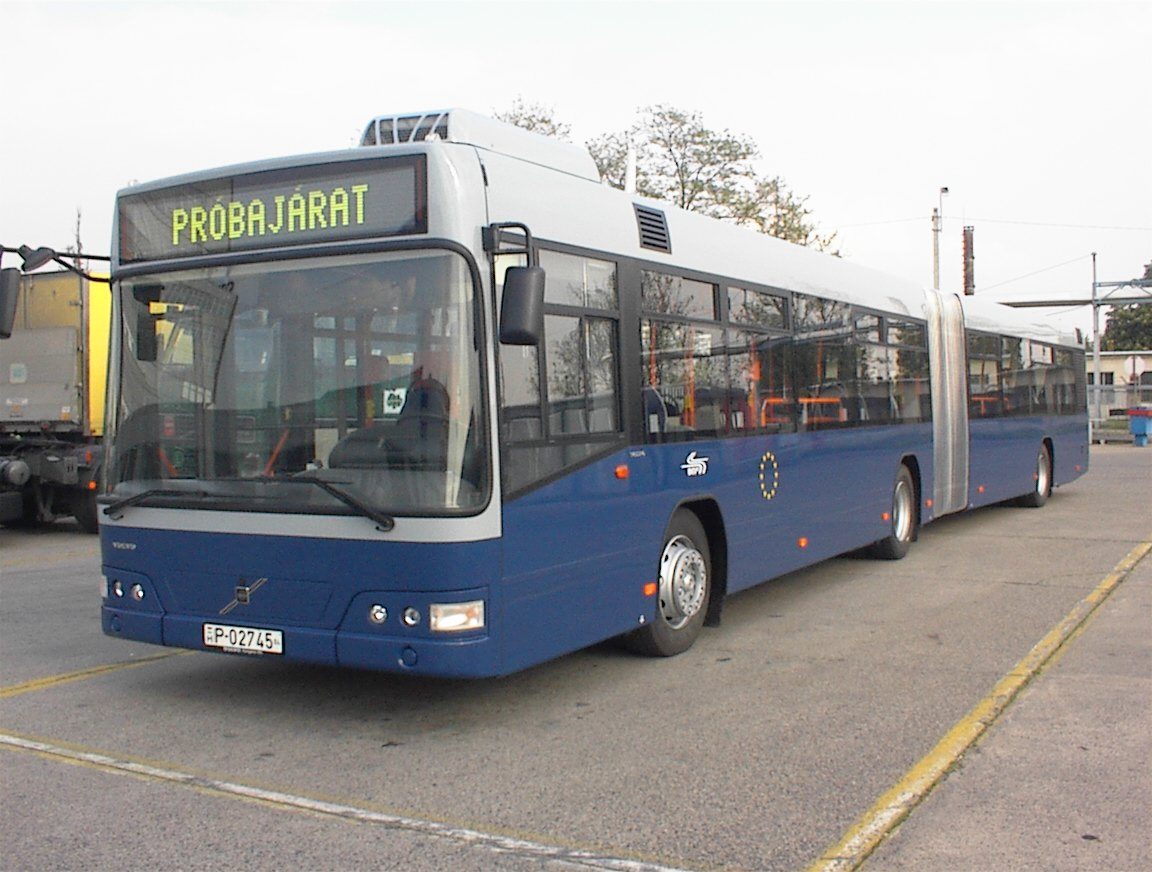
Kloubový autobus Volvo 7700A v Budapešti

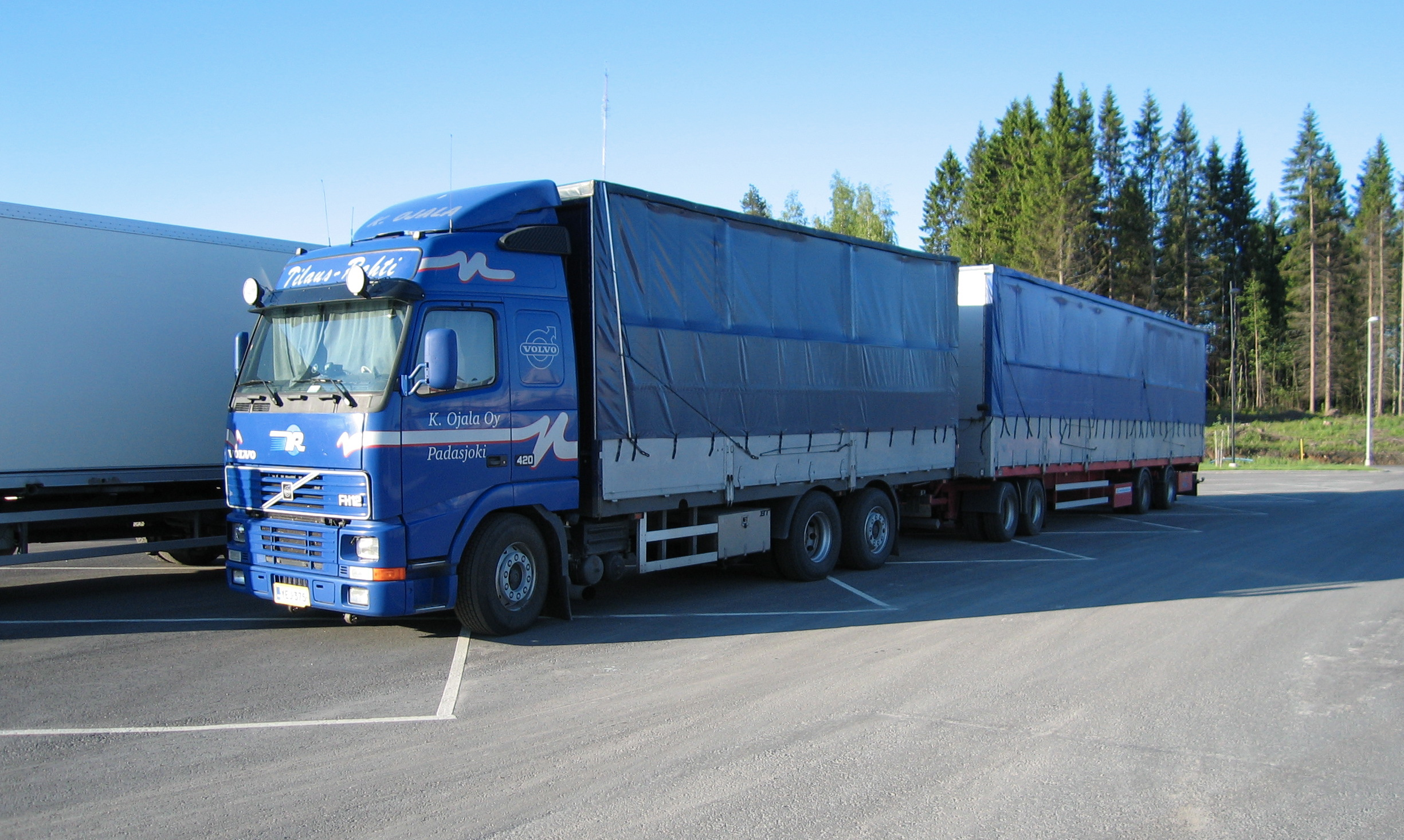
Volvo FH 12

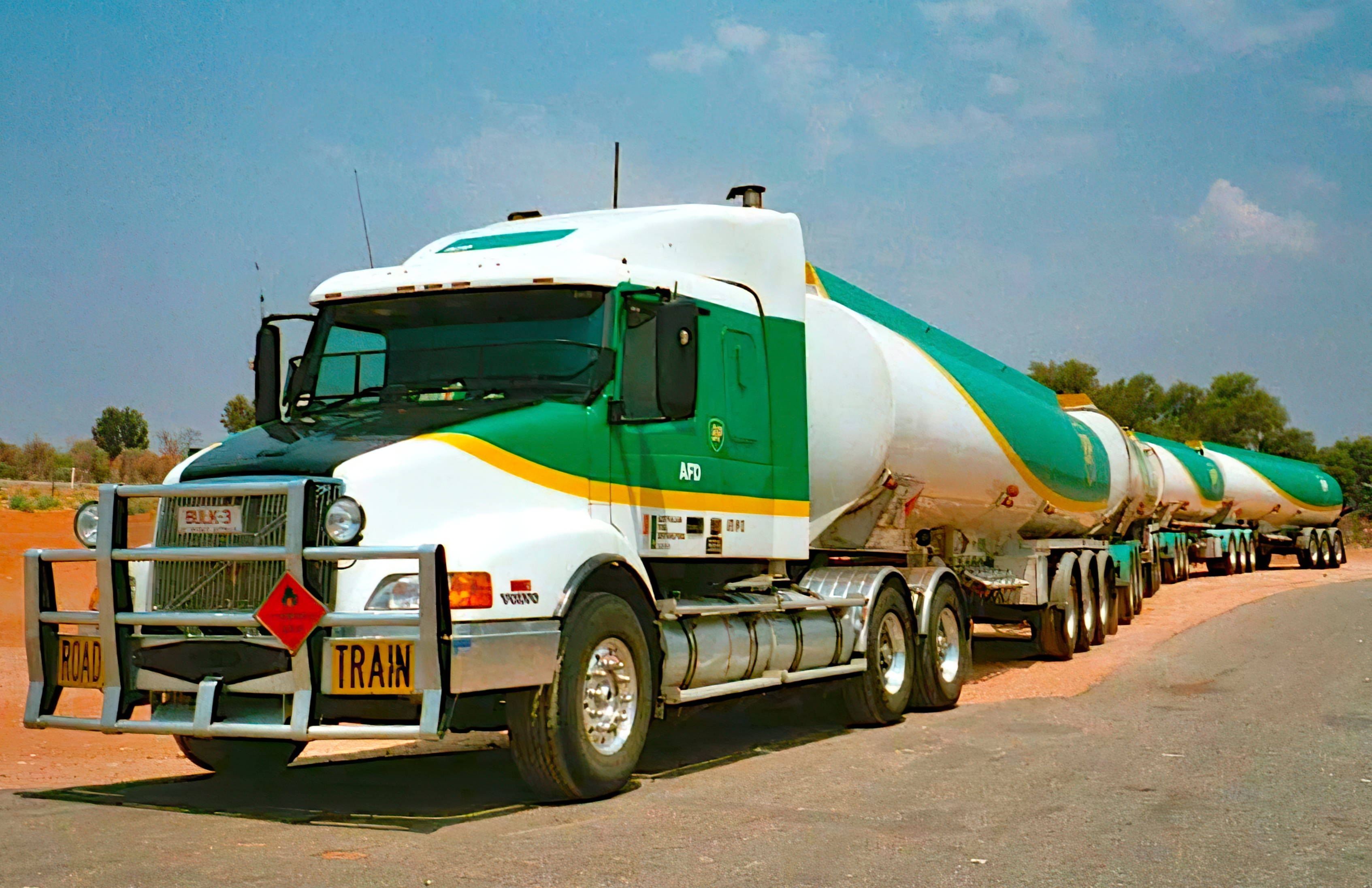
Kapotované nákladní Volvo určené pro severní Ameriku a Austrálii

Volvo Group (švédsky Aktiebolaget Volvo) je švédský výrobce nákladních automobilů, autobusů, stavebních strojů, řídících systémů pro námořní a průmyslové aplikace, komponentů vesmírných lodí a poskytovatel finančních služeb. Tato společnost byla založená 14. dubna 1927 v Göteborgu, když byla oddělena od výrobce kuličkových ložisek Svenska Kullager Fabriken AB. Jako skupina Volvo se představuje od roku 1944. V dubnu 2010 koupila Volvo Cars čínská automobilka Geely za 1,8 miliardy dolarů.

## Název a ochranná známka
Volvo je latinský výraz pro „otáčím se“. Značka Volvo byla původně zaregistrována v květnu 1911 jako samostatná společnost uvnitř Svenska Kullager Fabriken AB se záměrem vyrábět speciální série kuličkových ložisek. Brzy od tohoto záměru společnost Svenska Kullager Fabriken AB ustoupila a rozhodla se označení používat jako obchodní značku pro všechna svá ložiska. Společnost Volvo do 10. srpna 1926 nevyvíjela žádnou aktivitu, po tomto datu prodejní manažer Assar Gabrielsson a inženýr Gustav Larson (po roce příprav zahrnujících výrobu 10 prototypů), zřídili automobilku Volvo AB uvnitř Svenska Kullager Fabriken AB.
Na Stockholmskou burzu bylo Volvo uvedeno v roce 1935, když se Svenska Kullager Fabriken AB rozhodla prodat svůj podíl v této společnosti. První série automobilů Volvo ÖV 4 opustila továrnu 14. dubna 1927 a toto datum se stalo oficiálním datem založení společnosti Volvo. Ochranná známka je dnes z poloviny vlastněna skupinou Volvo a z poloviny skupinou Ford, která ji získala v roce 1999 odkoupením divize osobních automobilů.

## Historie skupiny Volvo

### Automobily
Skupina Volvo má původ v roce 1927, když první osobní automobil Volvo sjel z výrobní linky továrny v Göteborgu.
První nákladní automobil byl představen pod názvem Series 1 v lednu 1928, a znamenal okamžitý úspěch – rychle se vyprodala celá roční produkce. Nákladní automobily Volvo však vzbudily zájem i mimo Švédsko. Vývoz nákladních vozů pod značkou Volvo do Evropy začal v 30. letech 20. století.
Po zahájení výroby se oba vlastníci společnosti, Assar Gabrielsson a Gustaf Larson, rozhodli zkonstruovat vozidlo, které by bylo odolné v chladném švédském podnebí a odolné na špatných silnicích. Razili heslo: Bezpečnost je, a musí vždy být základním principem navrhování. Zvýšeným požadavkem na bezpečnost, trvanlivost a kvalitu musela část vývoje začít od začátku. Vývoj šel dopředu a tak v roce 1933 společnost představila první nákladní automobil s trambusovou kabinou. V roce 1946 uvedla na trh svůj první naftový motor a v roce 1954 zavedla turbodmychadla (v roce 1980 vyrobila poslední nákladní automobil bez turbodmychadla). V roce 1977 představila zvýšenou kabinu Globetrotter, která se stala velice žádanou. Nejúspěšnější model Volva, FH12/16 představila automobilka roku 1993. Zatím poslední novinkou je model FE (představen v roce 2006), který je technicky spřízněn s vozy DAF LF a Renault Midlum.

### Lodní motory
Lodní motory byly součástí společnosti Volvo od doby, kdy se začaly u společnosti vyrábět nákladní automobily. Společnost Pentaverken, která byla založena v roce 1907, byla společností Volvo odkoupena v roce 1935. Na začátku roku 1929 byl představen závěsný lodní motor U-21. Jeho výroba pokračovala až do roku 1962.

## Ostatní produkce skupiny Volvo
První autobus, pojmenovaný B1 byl do provozu uveden v roce 1934. Na počátku 40. let 20. století společnost Volvo uvedla na trh první letecké motory. Společnost Volvo se z malé místní společnosti a malého výrobce vyvinula ve velkou nadnárodní společnost a zároveň v jednu z největších světových výrobců nákladních automobilů, autobusů, stavebních strojů, lodních motorů a komponentů pro letecké a raketové motory.
Pozice Volva na trhu nákladních automobilů posílila v roce 2001 po zakoupení společnosti Renault Trucks a Mack Trucks, tím expandovala do Francie a Spojených států amerických. V posledních letech se společnost orientuje na trh služeb, například ve finančnictví.

## Společnosti Volvo

### Obchodní oblasti
Volvo Group je organizováno v těchto následujících obchodních oblastech:
- Volvo Trucks – vyrábí nákladní vozy
- Mack Trucks – vyrábí nákladní vozy
- Renault Trucks – vyrábí nákladní vozy
- Nissan Diesel – vyrábí nákladní vozy
- Volvo Buses – vyrábí autobusy
- Volvo Construction Equipment – vyrábí stavební stroje
- Volvo Penta – vyrábí lodní motory, patří sem i divize Volvo Powertrain, která vyrábí motory nákladních vozů
- Volvo Aero – vyrábí letecké motory a komponenty raketových motorů
- Volvo Financial Services – poskytuje finanční služby